# ソーコス
ソーコス（古希: Σῶκος, Sōkos）は、ギリシア神話の人物である。長母音を省略してソコスとも表記される。主に、
- コリュバンテスの父
- ヒッパソスの子

が知られている。以下に説明する。

## コリュバンテスの父
このソーコスは、エウボイア人であり、河神アーソーポスの娘コムベーとの間に7人のコリュバンテス（プリュムネウス、ミマース、アクモーン、ダムノス、オーキュトオス、イーダイオス、メリッセウス）をもうけた。

## ヒッパソスの子
このソーコスは、ヒッパソスの子で、カロプスと兄弟。カロプスとともにトロイア戦争で戦った。オデュッセウスがカロプスを討ったとき、ソーコスは兄弟を救うべく駆けつけて「この上はもはやヒッパソスの名だたる2子を討ったと誇るか、それとも我の槍に討たれるかのいずれしか道はないぞ」と叫ぶやいなや、オデュッセウスに対して槍を突いた。するとソーコスの槍はオデュッセウスの楯と胸当てを貫いて、脇腹の肉をごっそりとそぎ落とした。ホメーロスはもしアテーナーがオデュッセウスを守らなかったなら槍は臓腑に達していたと語っている。その直後、オデュッセウスは反撃して逃げるソーコスの背中に槍を突き、胸まで貫いて殺した。後にオデュッセウスはソーコスを討って奪った甲冑をディオメーデースに与えた。

## その他
- ヘルメース神の修飾辞[4]。